# Neue Welt (Album)
Neue Welt ist das vierte Soloalbum des österreichischen Rappers Gerard. Es erschien am 4. September 2015 über das Label Heart Working Class.

## Titelliste
1. Ein Gedanke – 3:35
2. Hallo – 2:55
3. Höhe fallen – 4:01
4. Panorama (feat. OK Kid) – 3:17
5. Hymnen – 3:18
6. Licht – 3:12
7. Ozean – 4:05
8. Gelb (feat. Maeckes) – 3:31
9. Mehr als laut – 3:37
10. Umso leerer der Laden – 4:47
11. Durch die Nacht (feat. Lot) – 3:25
12. Goldregen – 2:00

## Rezeption

### Charts
Neue Welt erreichte Platz 16 der österreichischen Album-Charts. In der Schweiz konnte Gerard Rang 82 belegen. Auch in Deutschland konnte sich das Album mit Platz 30 in den Charts positionieren.

### Kritik
Die E-Zine Laut.de bewertete Neue Welt mit vier von möglichen fünf Punkten. Aus Sicht des Redakteurs Jan Ehrhardt handele es sich bei dem Album um eine „wunderbare Symbiose aus experimenteller Popmusik und Gerards monoton rappender Stimme.“ Dabei offenbare es „erst nach mehrmaligem Hören sein ganzes Potenzial.“ Gerard mische neben „eindeutig elektronischen Songs […] Pop- und Hip Hop-Elemente frisch, frei und fröhlich durcheinander“, wodurch sich „herrliche Symbiosen von nicht mehr zu unterscheidenden Einflüssen und Genres“ ergeben. Das Stück Hymnen avanciere mit „waberndem Basslauf und leicht funkigen Ansätzen zum potenziellen Gänsehaut-Moment der kommenden Tour.“ Umso Leerer Der Laden wird als „absoluter Anspieltipp“ hervorgehoben, der mit „jedem weiteren Durchlauf neue Details“ preisgebe.
Das Online-Magazin MZEE.com lobt die Detailverliebtheit und Andersartigkeit von Neue Welt, gibt aber auch zu bedenken, dass das Album „wohl auf keiner Party ihren Platz findet“. Das läge schlichtweg daran, dass „der gehörige Anteil an Mainstream-Pop nach Schema F“ auf der Platte fehlen würde. Insgesamt fällt das Fazit aber sehr positiv aus.